# Distritos de Inglaterra
Los distritos de Inglaterra (en inglés: districts of England), oficialmente distrito de autoridad local (en inglés: Local authority district), son un nivel de las subdivisiones de Inglaterra usado para los propósitos del gobierno local. Como la estructura del gobierno local en Inglaterra no es uniforme, actualmente hay cuatro tipos principales de subdivisiones de distritos. En total existen 326 distritos: 32 boroughs londinenses, 36 distritos o boroughs metropolitanos, 201 distritos no metropolitanos y 55 autoridades unitarias, además de la Ciudad de Londres y de las Islas Sorlingas, los cuales también son considerados como distritos, pero no corresponden a ninguna de estas categorías.
Algunos distritos llevan el título de municipio, ciudad o municipio real; estas denominaciones son puramente honoríficas, y no alteran el estado de distrito. Todos los municipios y ciudades, y unos pocos distritos, son guiados por un alcalde que en la mayoría de los casos es una figura ceremonial electa por el concejo del distrito, pero -después de una reforma del gobierno local- los alcaldes son directamente elegidos por el electorado, y es quien toma la mayoría de las decisiones en vez del concejo.

## Historia
Antes del establecimiento de los distritos en la década de 1890, la unidad básica del gobierno local en Inglaterra era la parroquia, supervisada por el comité parroquial de la sacristía. Las sacristías se encargaban de la administración de los asuntos gubernamentales, tanto parroquiales como seculares. Las parroquias eran las sucesoras del sistema señorial e históricamente se habían agrupado en centenares, que ejercían cierta función administrativa supervisora. Sin embargo, estas competencias se redujeron a medida que los poderes cívicos y judiciales se concentraban cada vez más en las capitales de condado. A partir de 1834, estas parroquias se agruparon en Poor Law Unions, creando áreas para la administración de las Poor Laws. Estas áreas se utilizaron posteriormente para el registro censal y como base para la provisión de servicios sanitarios. En 1894, basándose en estas subdivisiones anteriores, la Ley de Gobierno Local de 1894 creó distritos urbanos y distritos rurales como subdivisiones de los condados administrativos, creados en 1889. Simultáneamente, la administración local a nivel parroquial se transfirió a las parroquias civiles. Otra reforma en 1900 creó 28 distritos metropolitanos como subdivisiones del Condado de Londres.
El establecimiento de la estructura actual de los distritos en Inglaterra empezó en 1965, cuando el Gran Londres y sus 32 municipios fueron creados. Estos son los tipos más antiguos de distritos aún vigentes. En 1974, condados metropolitanos y no metropolitanos (estos últimos se conocían también en inglés como shire countries) fueron creados a lo largo de todo el resto de Inglaterra y fueron divididos en distritos metropolitanos y distritos no metropolitanos. El estado de los municipios de Londres y los distritos metropolitanos cambió en 1986, cuando absorbieron las funciones y algunos de los poderes de los concejos de los condados metropolitanos, y además el Concejo del Gran Londres fue abolido también. En Londres el poder se comparte otra vez, aunque en bases diferentes, con la Autoridad del Gran Londres.
Durante los 1990 un nuevo tipo de distrito fue creado, la autoridad unitaria, que combina las funciones y el estado de los condados y de los distritos en sí.

## Distritos metropolitanos
Los distritos metropolitanos, también conocidos como municipios metropolitanos por su estatus de municipio, son una subdivisión de un condado metropolitano. Son similares a las autoridades unitarias, ya que los concejos de los condados metropolitanos fueron abolidos en 1986. La mayoría de los poderes de los concejos de los condados fueron delegados a los distritos, pero algunos servicios son llevados a cabo por comités mixtos y otras organizaciones. Estos distritos tienen unas poblaciones que van desde los 174.000 habitantes a 1,1 millones de personas.

## Distritos no metropolitanos
Los distritos no metropolitanos (en inglés: shire districts) son una subdivisión de un condado no metropolitano y autoridades de segundo nivel, que comparten el poder con los concejos de dichos condados. Tienen generalmente poblaciones desde 25.000 a 200.000 habitantes.
En este sistema de dos niveles, los concejos de los condados son responsables por algunos servicios locales, como la educación, servicios sociales, caminos y carreteras, mientras que los concejos de los distritos cumplen con otros servicios, como la recogida de basura, planes de nivel local o como el Concejo de bienes raíces público.
El número de distritos no metropolitanos ha variado con el tiempo. Inicialmente eran 296; pero después de la creación de las autoridades unitarias en los años 1990 y a finales de 2000, la cantidad se redujo a 201.